# 重庆璧山高新技术产业开发区
重庆璧山高新技术产业开发区于2002年12月经由重庆市人民政府批准予以成立，其前身为璧山工业园，起初规划面积为1.4平方千米，2014年升格为重庆市市级高新经济技术开发区，规划建设面积拓展30平方公里。2015年9月29日，经由中华人民共和国国务院批复升格为国家级高新经济技术开发区，是重庆市第二个国家级高新区。

## 园区概况
2016年全年，园区规模以上工业产值达902.5亿元，工业增加值达237亿元，固定资产投资达335亿元。